# 홍익디자인고등학교 (경기)
홍익대학교 부속 홍익디자인고등학교(弘益디자인高等學校)는 대한민국 경기도 화성시 기안동에 있는 사립 고등학교이다.

## 학교 연혁
- 1967년 9월 : 학교법인 경성학원 인가
- 1973년 3월 : 경성종합고등학교 개교(6학급)
- 1976년 2월 : 제1회 졸업
- 1984년 8월 : 교명변경 [수원경성고등학교] 및 학과개편 [인문계]
- 2002년 4월 : 학교법인 홍익학원 합병
- 2012년 8월 : 도서관 개관
- 2013년 2월 : CAD 1, 2실 개관
- 2013년 3월 : 교명변경 [홍익디자인고등학교] 및 학과개편 [IT산업디자인과, IT건축디자인과]
- 2014년 2월 : 시각디자인실 개관
- 2014년 3월 : 그래픽 디자인실 개관
- 2015년 2월 : 인테리어 실습실 개관
- 2015년 2월 : 제40회 졸업식
- 2022년 9월 : 김향섭 교장 취임
- 2023년 7월 : 학과개편 승인 (IT산업디자인과, AI시각디자인과)

## 설치 학과
- IT산업디자인과
- AI시각디자인과

## 참고 자료
- 홍익디자인고등학교 - 한국교육학술정보원 학교알리미